# Banco de Barcelona

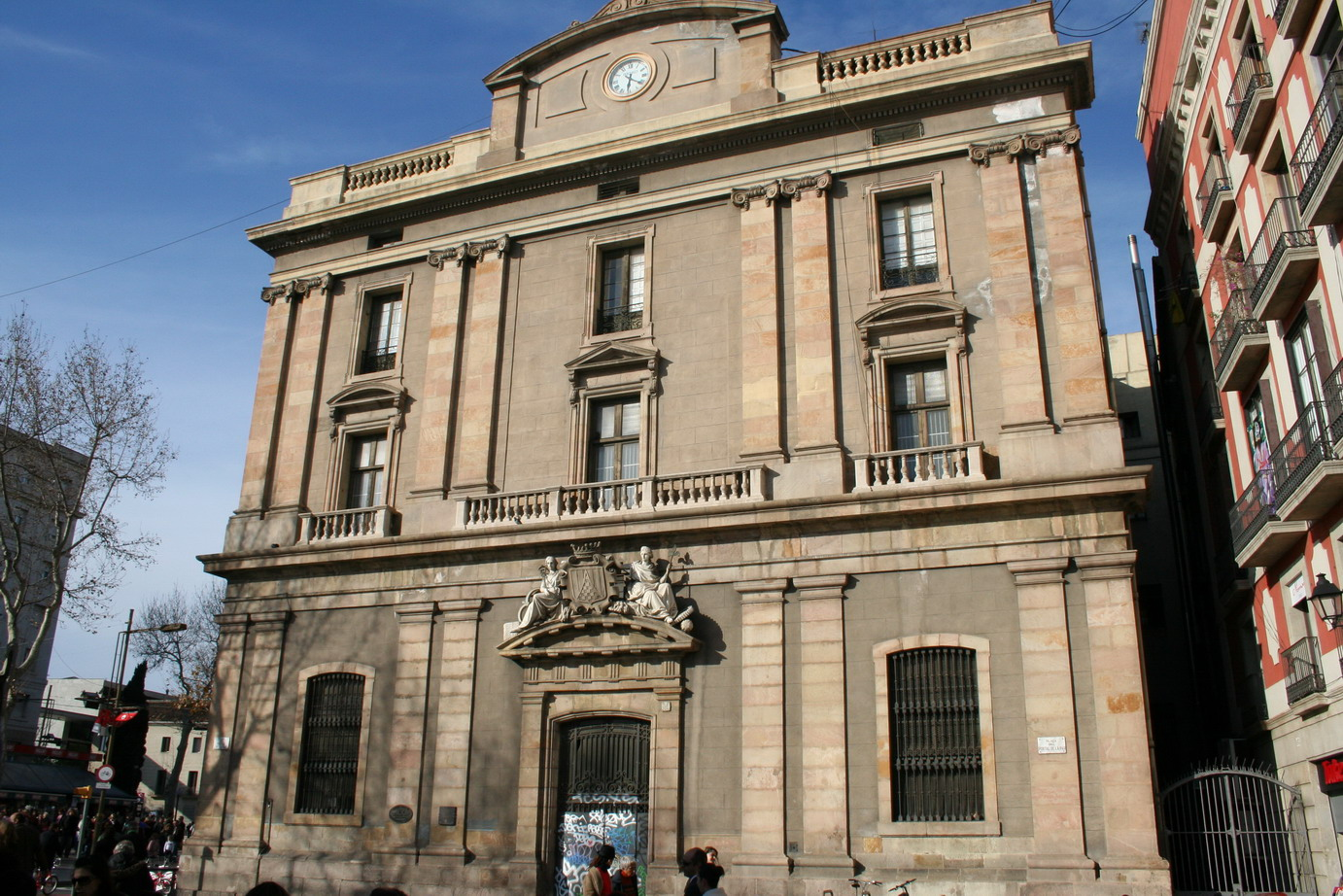
Antigua sede del banco, en la barcelonesa Rambla de Santa Mónica

El Banco de Barcelona fue fundado en 1845. El Banco de Barcelona fue una sociedad de emisión y descuento que nació bajo el impulso del empresario Manuel Girona i Agrafel (fue su director hasta su muerte en 1905), hijo de Ignacio Girona y Targa, y de los otros dos socios fundadores: José María Serra y Muñoz (natural de Chile, casado con Dorotea de Chopitea, y antepasado de la política Núria de Gispert), el cual estaba acostumbrado a hacer negocios con el otro lado del Atlántico, y José Rafael Plandolit y Matamoros, de Plandolit Hermanos, que había vivido exilado en Francia y México a raíz de la represión que siguió al Trienio Liberal; la familia Plandolit era una rica y noble familia originaria de Andorra, cuya casa solariega es actualmente el Museo Casa de Areny-Plandolit en Ordino (Andorra).
El banco nació con el objetivo de prestar a un tipo de interés del 6%, en lugar del 8% que aplicaban los prestamistas privados de la época. Introdujo los billetes y las cuentas corrientes como medios de pago, y favoreció el acceso al crédito de muchos comerciantes e industriales. No obstante, la política del banco fue siempre muy conservadora, siendo muy restrictivo en la concesión de créditos y manteniendo siempre unas reservas de tal magnitud que a menudo sus clientes (empresas y particulares) tenían problemas de liquidez.
El Banco de Barcelona tuvo el privilegio de emitir billetes por encargo del Banco de San Fernando, el antecesor del Banco de España. En 1920 desapareció con una sonada quiebra que se substanció por la Ley de Suspensión de Pagos de 1922, hecha a su medida.

## Historia

### Los inicios

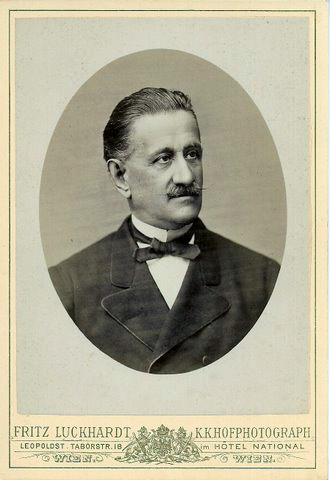
Manuel Girona y Agrafel, director vitalicio del banco, fotografiado alrededor de 1860.

La creación del Banco de Barcelona fue aprobada mediante un Real Decreto de Isabel II de 1 de mayo de 1844, siendo ministro de Hacienda, Juan José García Carrasco, conde de Santa Olalla. Con este Real Decreto se daba «luz verde» al primer banco provincial de España y, además se trataba, por primera vez, de un banco privado sin vinculación al Estado. El Banco de Barcelona fue el primero de una serie de 20 bancos provinciales, es decir, con sede fuera de Madrid, de los cuales todavía existe y conserva el nombre el Banco Santander. Su sede todavía puede contemplarse en la Rambla de Santa Mónica de Barcelona.
Manuel Girona y Agrafel fue el creador, el principal ejecutivo y el alma del banco a lo largo de su vida. Manuel Girona y Agrafel era hijo de Ignacio Girona y Targa que tenía una casa de banca en Barcelona, en la que Manuel se formó. También era director de la empresa familiar Girona Hermanos, Clavé y Cía., primero solo y posteriormente con su hermano Ignacio. Girona Hermanos, Clavé y Cía. fue quien solicitó la autorización para la creación del banco.
Le acompañaban en la solicitud, José María Serra y Muñoz que era armador y el primer contribuyente de Barcelona en 1844, que había nacido en Chile en 1810, y socio de una casa de comercio con su padre Mariano Serra y Soler, indiano natural de Palafrugell, Gerona. Estaba casado con Dorotea de Chopitea, que hizo una gran labor social en Barcelona. José María Serra y Muñoz también fue socio de los Girona en la construcción del ferrocarril a Granollers y en la del canal de Urgel. También fue uno de los fundadores de La Maquinista Terrestre y Marítima en 1855. Asimismo, fue miembro de la Junta de Gobierno del Banco de Barcelona, hasta su muerte en 1882. El tercer promotor fue José Rafael Plandolit y Matamoros, de Plandolit Hermanos, importante armador en relación con Iberoamérica y que murió en 1848, dejando las acciones a sus herederos de la familia Plandolit.
La escritura de constitución del banco data de 1845, siendo firmada por 388 accionistas que suscribieron el capital de 1.000.000 de duros (5.000.000 pesetas), desembolsados al 25%, y que consituían la «flor y nata» de la burguesía barcelonesa: José María Serra, Manuel Girona y Agrafel, José Rafael Plandolit, Juan Bautista Clavé, Juan Güell, Francisco Mandri, Ramón de Martí, Ignacio Girona y Targa, Antonio Brusi, Sebastián Antón Pascual, Ramón de Bacardí, Jaime Badía, Jaime Ricart, Celedonio Ascacíbar, Juan Vilanova y Masó, Juan Girona y Agrafel, Manuel Vidal, los hermanos Muntadas, Antonio Bulbena, los hermanos Juncadella, Bartolomé Vidal, Mariano Casas, Jaime Mateu, Antonio Pons, Isidro Henrich, Joaquín Castelló, Pedro Gerardo Maristany (futuro conde de Lavern), Ramón Girona, Magín Tusquets, Benito Santomá, Juan Torrabadella, Tomás Coma, Mariano Flaquer, Manuel Compte, Joaquín Martí y Codolar, José Amell, etc. Es decir, la burguesía emprendedora de la época. Esta lista coincide, en buena parte, con los que llevaron a cabo el proceso de industrialización de Cataluña.
En los estatutos iniciales se fijó en 100 el número máximo de acciones a suscribir por una sola persona. Esta limitación desapareció en 1859, añadiéndose entonces la libre transmisión de acciones. La Junta General de accionistas se celebraba cada semestre, para informar a los accionistas de la marcha del banco.
La estructura de la entidad era sencilla. La encabezaba una Junta de Gobierno, equivalente al actual consejo de administración, que elegía de entre sus miembros a tres directores, que ejercían las funciones de consejero delegado, y que nombraba un Administrador con funciones admistrativas y no políticas. Los miembros de la Junta de Gobierno debían ser residentes en Barcelona. Hasta 1858 hubo dos extranjeros en la Junta, Roberto Guille e Ignacio Villavechia, que tuvieron que dimitir al prohibirse los directivos extranjeros en los bancos. Los miembros de la Junta se repartían un 4% de los beneficios, y los tres directores ser repartían otro 4%.
Una figura propia de la primera etapa del banco, mientras se mantuvo el privilegio de la emisión de papel moneda, fue la del Comisario Regio, que tenía derecho a presidir las juntas de gobierno y de accionistas. Su función era la de comprobar que la actividad del banco se ajustaba a los estatutos y a los reglamentos. Solo hubo tres: Antonio Barata, Manuel de Larraín y Manuel Cejuela, los cuales mantuvieron buenas relaciones con la Junta y los directores.
El Banco de Barcelona tenía como objeto «los descuentos, préstamos, depósitos, cobranzas y cuentas corrientes». Su objetivo era introducir en Barcelona la banca moderna, al ejemplo del Banco de Inglaterra o el Banco de Lyon. Los comerciantes de Barcelona no eran muy aficionados a los bancos, pero poco a poco se fueron introduciendo en el mercado financiero. La actividad principal del banco era el descuento de letras, que tenían que llevar la firma de tres personas o empresas (aceptante, librador y tomador) con fama de buenos pagadores, lo cual suponía que las respaldaba una verdadera operación de comercio. El crédito se hacía con garantía de prenda de valores mobiliarios o de mercancías.
La única entidad de crédito de Barcelona anterior al Banco de Barcelona era la Caja de Ahorros y Monte de Piedad de la Provincia de Barcelona (1841), conocida posteriormente como la Caja de los Marqueses (ahora pertenecient al grupo La Caixa) y las relaciones entre ambas eran buenas. El banco se ocupaba de la financiación de los ricos y la caja de la de los pobres.
Está documentado que el banco de Barcelona llegó a ser utilizado para financiar expediciones de barcos "negreros" para el comercio de esclavos africanos con América.

### La madurez

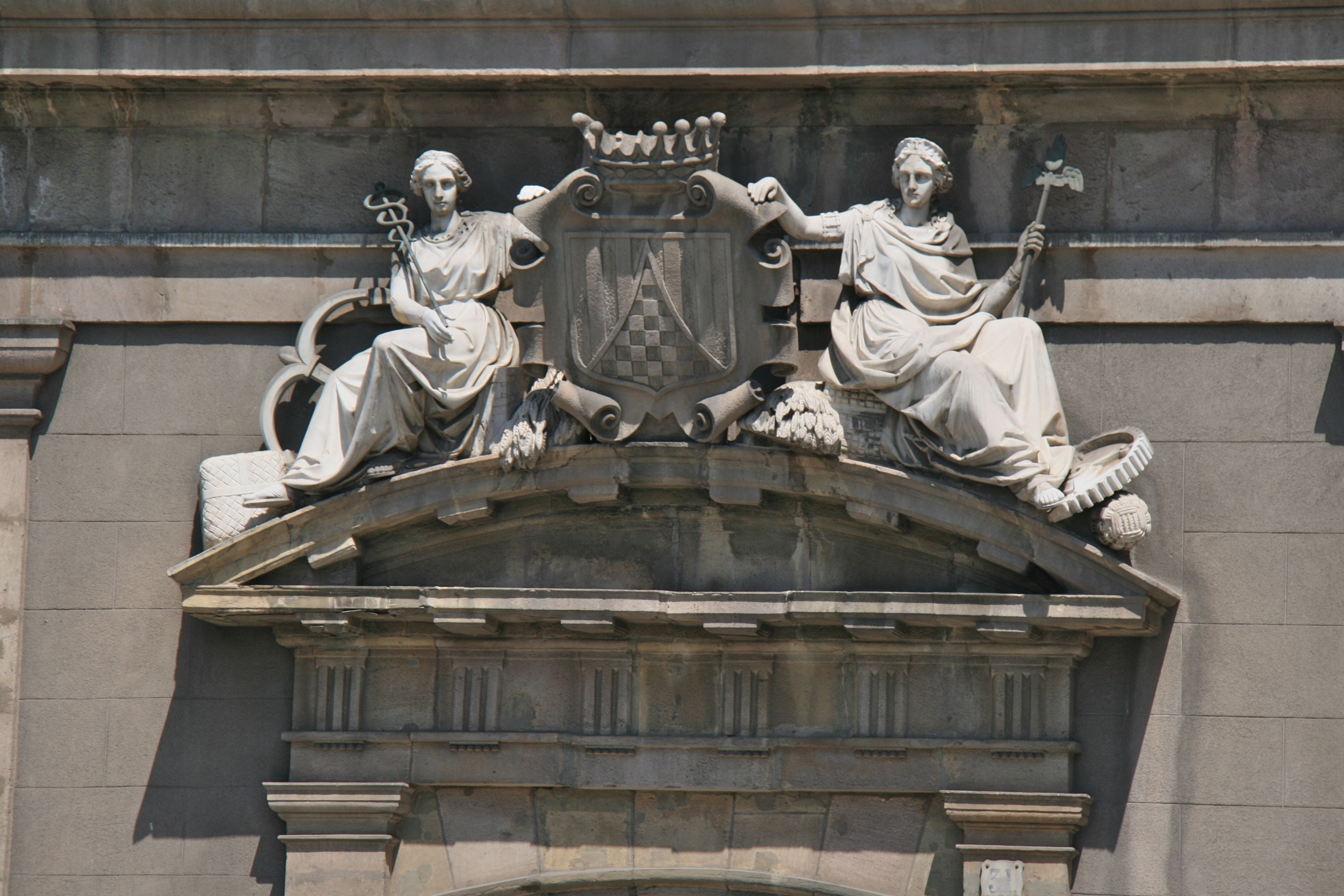
Puerta

Durante la vida de Manuel Girona y Agrafel, que fue director hasta su muerte en 1905, el Banco de Barcelona conservó un talante casi religioso en la administración del dinero ajeno. Su función estaba por encima de las nimiedades de la actividad comercial e industrial de la época.
El banco se constituyó con un capital de 1.000.0000 de duros (un duro eran 5 pesetas) desembolsados solamente en un 25%, por lo que los accionistas debían al banco el 75% de su capital. Este sistema permitió al banco superar las grandes crisis que se iba a encontrar en el siglo XIX, pues podía recurrir a exigir a sus accionistas el resto del capital pendiente de desembolso (el dividendo pasivo), sin tener que custodiarlo. En tiempos de crisis, el banco se ganó la confianza de los barceloneses, que llegaron a considerarlo como un banco inquebrable, pues tras su capital estaba la mayoría de la burguesía barcelonesa, que respondía con sus bienes.
El capital del banco funcionaba como un acordeón, de acuerdo con las necesidades de cada momento. Este sistema no gustó, inicialmente, a las autoridades, pero cuando a la primera crisis quebraron varios bancos y el Banco de Barcelona la superó sin problemas, el criterio cambió. La ventaja de este sistema, y que lo hacía complicado de gestionar, es que el banco exigía el capital a sus accionistas cuando la gente tenía más necesidad de él, pero Manuel Girona logró tejer un cuerpo social homogéneo que no le falló en estas situaciones. Así superaron la gran crisis de 1848 y el Banco se ganó el prestigio social que tuvo hasta su final, especialmente tras superar la segunda gran crisis general de 1866, que se llevó por delante a 25 entidades financieras españolas.
El primer local estuvo en una casa del conde de Santa Coloma, que luego pasó a Francisco Mandri (uno de los fundadores del banco), luego a Ignacio Girona y Targa junto con su socio Juan Bautista Clavé, para pasar finalmente a Manuel Girona y Agrafel, sita en la calle Ancha n.º 2, esquina con la plaza del Duque de Medinaceli, donde está actualmente el Registro Civil. El edificio actual es de 1867. En esta casa vivían los Girona y los Clavé (hay una placa que recuerda que allí nació el músico Juan Anselmo Clavé) y allí también tuvo su primera oficina en Barcelona el Banco de España, cuando era director de la misma Ignacio Girona y Agrafel, hermano de Manuel. Un edificio con mucha historia.
El banco compró posteriormente al Ministerio de la Guerra el edificio llamado de los Afinos, donde había estado la antigua fundición de cañones, situada al comienzo en la Rambla de Santa Mónica en la Puerta de la Paz, cerca del monumento a Colón (lo compró Manuel Girona, a título particular, y luego lo traspasó al banco, por el mismo precio). El edificio fue remodelado y ampliado por Josep Oriol Mestres, quien le subió una planta, y le dio el aspecto que todavía conserva, un poco de fortaleza, que tanto convenía a la banca. Esta fue la sede social, hasta que cerró.
El banco llevó siempre una política de préstamos muy conservadora, especialmente en la cuestión de los préstamos sobre mercancías. Para evitar problemas, y tras superar la crisis de 1848, creó dos sociedades filiales que se ocupaban de los préstamos y almancenes sobre mercancías. A pesar de todo, fueron estos préstamos los que llevarían al banco a su desaparición en 1920, tras la crisis ocasionada por la exuberancia económica de la I Guerra Mundial, en que los industriales catalanes se hicieron ricos vendiendo a los dos bandos contendientes. Alguna vez hizo una política menos conservadora, como cuando prestó 4.000 duros a Narciso Monturiol en 1862, para hacer las pruebas del submarino Ictíneo I.
En 1874 pierde la capacidad de emitir papel moneda, pues el Banco de España pasaba a ser el único autorizado a hacerlo en toda España. El Banco de España se convierte, también, en el primer banco que puede abrir oficinas en toda España. Al Banco de Barcelona se le ofreció fusionarse con el nuevo Banco de España, pero no aceptaron. Las relaciones entre ambos bancos no eran buenas, pero tampoco fueron de enfrentamiento.
El Banco de Barcelona no entró en la vorágine de la denominada Febre d'or, de 1881, cuando todo el mundo parecía hacerse rico en un momento, por lo que tampoco le afectó la crisis que vino en 1882 y que duró 7 años, aunque la crisis sí que benefició al Banco de España en Barcelona que, una vez concluida, acabó siendo el principal banco de la plaza. Hacia finales del siglo XIX, el Banco de Barcelona inició su decadencia.
El Banco de Barcelona fue el que adelantó al Ayuntamiento el dinero necesario para la celebración de la Exposición Universal de Barcelona de 1888.

### La decadencia
Los últimos años del siglo XIX el Banco de Barcelona incrementó sus cuentas corrientes, procedentes de la repatriación de capitales de Cuba y Filipinas, manteniendo el nivel de inversiones y de beneficios. Mientras el país funciona con normalidad económica, parece que el banco no sabe qué hacer con el dinero que le entra. Este es el «canto del cisne» con el que inicia una inmediata y fuerte caída, que beneficia a la sucursal del Banco de España en Barcelona.
La Revista de Economía y Hacienda del año 1900 recoge la siguiente opinión sobre el banco:

«El Banco de Barcelona teme los vaivenes de los negocios arriesgados y conserva en sus cajas una cantidad enorme de dinero, que en parte podría estar en circulación, aumentando la riqueza del país.

Sea por los fracasos pasados, de los que guarda muy buen recuerdo el Sr. Girona, sea por el cansancio disculpable en los ancianos y eminentes financieros que lo dirigen, prefiere tener 14 millones de duros estériles que arriesgarlos.»

Manuel Girona y Agrafel, es ya mayor y el Banco de Barcelona había perdido la imagen de potencia y de ser el centro de las finanzas catalanas, aunque seguía repartiendo normalmente un dividendo del 10%, y parece que se contentaba con esto. Esta decadencia facilita la entrada de la banca extranjera (Crédit Lyonnais y Banco Alemán Transatlántico, que se hacen con el comercio exterior, y la banca madrileña, iniciada con la entrada del Banco Hispano Americano.
En 1905, muere Manuel Girona y Agrafel, después de dirigir el banco durante 65 años. Le substituyó en la Junta de Gobierno su hijo Manuel Girona y Vidal, que murió de accidente de coche, cerca de Ripoll, en 1920, antes de la caída del banco. El mismo año 1905 mueren sus tres directores: Manuel Girona, Jaume Ricart y Darío Rumeu (barón de Viver). Todos ellos mueren viejos y habían llevado el banco, en los últimos años, como correspondía a su edad, con pulcritud pero sin ánimos. El nuevo equipo es totalmente nuevo y está formado por José Estruch y Comella, Emilio Juncadella y José Espinós, que también eran mayores, de los cuales solo Estruch llegará vivo al final del Banco en 1920.
Los tiempos están cambiando y en Barcelona se están introduciendo nuevas entidades bancarias que obligan al Banco de Barcelona a tener que luchar por el mercado, dejando de lado su tradicional actitud paternalista frente a la competencia.

### La caída
El envejecimiento económico parece ser una característica de la Cataluña de principios del siglo XX, en que las iniciativas económicas más importantes pasan a manos de empresas extranjeras, que se han hecho con las principales empresas de los nuevos sectores, como los servicios públicos: agua, gas, electricidad, tranvías, ferrocarriles, etc. Frente a esta situación, el Banco de Barcelona tenía una Junta de Gobierno de edad muy avanzada, cuyo mérito eran las acciones que poseían sus miembros y que, en general, eran heredadas; todos ellos eran ricos y muy respetables, pero carecían de toda iniciativa.
José Estruch y Comella es el nuevo director sobre el que pivota el banco pero, a diferencia de Manuel Girona y Agrafel en los comienzos, no se sabe rodear en la Junta de Gobierno de un grupo de gente adecuada a las nuevas circunstancias. José Estruch era hijo de Ramón Estruch y Ferrer, un político progresista, diputado a Cortes, senador, miembro del primer consejo de la sucursal del Banco de España en Barcelona, que dirigía Ignacio Girona y Agrafel, hermano de Manuel. Era presidente del Ferrocarril y Minas de San Juan de las Abadesas, y vocal del Banco Vitalício. Muere en 1884. Su hijo, Jose Estruch y Comella, estaba en el Banco de Barcelona y representaba al mismo en el Banco Hispano Colonial.
Francisco Carreras y Candi era accionista antiguo y pretende renovar el banco, que le parece anquilosado en el pasado, presentando en 1912 a los directores un plan de actuación para contrarrestar la competencia y ampliar el negocio. Su plan fue recogido con apatía, por no permitir los estatutos sociales lo que proponía aunque, finalmente, sean modificados en 1913.
Estalla en 1914 la I Guerra Mundial, en un momento en que la economía catalana se halla en un período de decadencia. La neutralidad política española permitirá a las empresas catalanas vender a todos los contendientes con enormes beneficios, generando una exuberancia económica general durante todo el conflicto. Al comienzo no fue así, pues se cerró la Bolsa y las industrias se asustaron. Hubo un pánico que hizo a la gente retirar el dinero de los bancos. Poca a poco se restableció la confianza y se descubrieron las oportunidades de la nueva situación, generando una nueva «fiebre del oro» en la que los industriales trabajarían a tope poniendo los precios que querían.
En tres años el Banco de Barcelona «cambia como una media»: de ser una empresa con aspecto de ir a la liquidación pasa a ser una empresa exuberante, expansiva y aparentemente gloriosa. Con la modificiación de estatutos de 1913, empieza a abrir oficinas fuera de Barcelona, a través de un banco auxiliar: el Banco de Préstamos y Descuentos. No obstante, durante la guerra abren oficinas en Barcelona muchos bancos extranjeros, que entran con fuerza y le hacen una dura competencia.
La pujanza económica generada por la guerra hizo que las previsiones de futuro de las empresas fueran realmente optimistas. Los especuladores sobre materias primas y en moneda extrajera (para el pago de las compras) se hicieron ricos en poco tiempo. Las compras a futuros se hicieron populares. Todo ello afectaba positivamente al Banco de Barcelona, que en 1917 y 1918 tiene unos resultados extraordinarios. Al acabar la guerra en 1918, España se encuentra con una enorme liquidez pero se reduce la actividad industrial, anunciando la crisis de los años 1920-1921.
Esta crisis era esperada, pues todo lo que sube como la espuma, tiene que bajar, en un momento u otro, para ajustarse. A finales de 1919 hubo un gran bajón en la Bolsa de Barcelona, por falta de efectivo o porque los inversores no veían claro el futuro. Empiezan a quebrar diversas empresas, como el Ferrocarril de Valladolid a Medina del Rioseco y los Ferrocarriles Andaluces, que cotizan en la Bolsa de Barcelona.
El Banco de Barcelona no se hunde por agotamiento, sino como consecuencia de una crisis general del mundo occidental y del pánico que se creó en Barcelona cuando se conocieron diversos aspectos de su situación interior del banco. Esto produjo una retirada progresiva de depósitos del banco, que acabó siendo masiva. El hundimiento se produjo en pocos meses. La huida de los depósitos fue causada por unos rumores que se fueron expandiendo que, si bien afectaron a todos los bancos, excepto al Banco de España que fue el más beneficiado, acabarían con el Banco de Barcelona. Los rumores estaban relacionados con la bajada de la peseta y el valor de las mercancías que garantizaban los créditos, en un momento de exceso de producción.
En julio de 1920 hay una gran caída de precios de las materias primas en los mercados internacionales. En noviembre de 1920 hay noticias de los fracasos del banco en sus operaciones en moneda extranjera. En diciembre de 1920, se retiraron 66 millones de pesetas de los bancos, en una situación de pánico, que afectó principalmente al Banco de Barcelona. El Banco de España solicita a la Junta de Gobierno garantías personales para continuar ayudándolo, pero solo las ofrecen algunos de sus miembros. El día 25 de diciembre de 1920, el Banco de Barcelona acuerda suspender los pagos.

### El final
El impacto es enorme, dada la imagen que tenía la gente del Banco de Barcelona, como entidad prudente e inquebrable. Su suspensión hizo creer que iba a afectar a los demás bancos, creándose colas en sus cajas, llevando sus fondos al Banco de España. El 29 de diciembre celebra una Junta de Gobierno bajo la creencia que la situación sería pasajera. Las acciones del banco bajaron mucho, pero los barceloneses no creían que la cosa pudiese ser seria, como no había sido seria la suspensión de pagos del Banco Hispano Americano unos años antes. En los siguientes días, todos los periódicos y revistas escriben reportajes sobre el Banco de Barcelona y su gente.
Hay acusaciones de los políticos de Lliga Regionalista y de los bancos catalanes sobre la actuación del Banco de España en Cataluña, que son muy mal recibidas en Madrid. En los primeros días del año 1921, no aparecían noticias nuevas del banco, y se esperaba que se convocase una Junta General de accionistas, que se solía celebrar a principios de febrero. Aparecieron varios proyectos para resucitar el banco o crear uno nuevo. La Junta General se celebra el 21 de febrero y se nombra una Comisión Permanente Interventora de accionistas, la cual luego comprueba la dramática situación contable del banco. En mayo de 1921, los acreedores liquidan la Comisión Permanente y abandonan la idea de crear un banco nuevo. Los pequeños accionistas solicitaron la intervención del Gobierno Central, haciendo acusaciones penales contra la Junta de Gobierno del banco. En julio de 1921 se crea la Asociación de Acreedores del Banco de Barcelona. Empiezan las querellas del banco contra algunos colaboradores internos y externos. La gente comienza a ponerse nerviosa de que la Junta no supiese exactamente el valor de las partidas de los activos del balance y fuese incapaz de su venta ordenada, para recuperar la situación.
Con la experiencia que se está teniendo en la suspensión de pagos del Banco de Barcelona, Francisco Cambó, entonces ministro de Fomento, revisa la legislación aplicable, y con la colaboración de José Bertrán y Musitu, como ministro de Gracia y Justicia (fue ministro 5 semanas, para sacar adelante la ley), saca adelante la Ley de Suspensión de Pagos de 1922, a medida del problema del Banco de Barcelona, la cual estará en vigor hasta 2004. El Banco se acoge a la nueva ley ya que, a diferencia del Código de Comercio de 1822, admite la suspensión de pagos en el caso de insolvencia definitiva, si se llega a un convenio con los acreedores. El 7 de marzo de 1923, el juzgado decreta al Banco de Barcelona en estado legal de Suspensión de Pagos. En 1924, se aprueba el Convenio con los acreedores y se constituye el Banco Comercial de Barcelona, que recoge los despojos del Banco de Barcelona, haciéndose con sus activos y pasivos. Del Convenio se ve que todo el mundo va a perder dinero, salvo los pequeños acreedores que cobran en efectivo, por lo que éste tuvo muchos enemigos. El Banco Comercial del Barcelona liquidó los activos, acabando en 1932 en manos del Banco Hispano Colonial, que pasó en 1950 al Banco Central, que en 1991 se fusionó con el Banco Hispano Americano, y ambos en 1999 con el Banco de Santander.

## A modo de resumen
La quiebra del Banco de Barcelona supuso un rudo golpe a la burguesía catalana, especialmente a la vinculada al textil, que falló por omisión, primero, y por falta de valor, después. Fueron capaces de conseguir la Ley de Suspensión de Pagos, pero no ayudas suficientes para salvar el banco. Nadie quiso arriesgar su patrimonio para salvarlo. Creían que era mejor olvidar y pasar página. Ni el Banco de España ni el Gobierno Central, tampoco pusieron demasiado interés en su salvación.
La causa última de la quiebra está en las operaciones crediticias con una docena de clientes, en su mayoría extranjeros, atraídos a Barcelona por la exuberancia económica de la I Guerra Mundial, a los cuales, una administración prudente jamás habría concedido un crédito. La responsabilidad directa recae en los directivos de la Sucursal n.º 1, del Paseo de Gracia, que es donde se coció la quiebra, pero también en los mecanismos internos de control de banco, que fueron insuficientes. Esto no era la primera vez que sucedía a un banco, ni la última (recordemos el caso de la Banca Barings en 1995). Todo ello junto, llevó a la tumba al primer banco privado español de carácter moderno. Actualmente el banco decano es el Banco Santander.

### Relación de altos cargos
Por el Banco de Barcelona pasó gran parte de la alta burguesía catalana, entre los cuales podemos encontrar a: Manuel Girona y Agrafel, José María Serra, José Rafael Plandolit, Sebastián Antón Pascual, Juan Güell, Tomás Coma, Ignacio Villavechia, Jaime Ricart y Ricart, Jerónimo Rabassa, Celedonio Ascacíbar, Joaquín Martí-Codolar, Juan Bautista Clavé, José Antonio Muntadas, Lorenzo Milá y Mestre, Juan Jover y Serra, Salvador de Brocá, Francisco Solá, Juan Puig y Mir, Oscar Pascual de Bofarull, Francisco de Casanova, José Estruch, Antonio Roger, Joaquín Jover, Jaime Ricart, Salvador Vidal, Eduardo de Casanova, marqués de Galtero, el marqués de Casa Brusi, Isidoro Pons, Emilio Juncadella, Evaristo Arnús, Darío Rumeu (barón de Viver), José Espinós, José María de Nadal, Domingo Sert, Luis de Castellví, Francisco Sert (conde de Sert), Manuel María de Pascual (marqués de Pascual), Manuel Girona Vidal, José Garí, Juan Bertrand y Salsas, Policarpo de Pascual, Manuel Marqués, Lorenzo Marqués, Alberto Rusiñol y Prats, Eduardo Maristany (marqués de la Argentera), Rómulo Bosch y Alsina, Juan Coma y Cros, Claudio López y Bru (marqués de Comillas), Roberto Robert y Surís (conde de Torroella de Montgrí), José Monegal y Nogués, Juan Jover y Serra, Mariano Flaquer, Isidoro Pons y Roura, Jaime Ricart y Gibert, Darío Rumeu (barón de Viver), José Vidal y Ribas, José Espinós, Benigno de la Riva, etc.

## Banco de Barcelona S.A.
Este segundo Banco de Barcelona, se fusionó con Uno-e Bank, del grupo BBVA.[cita requerida]